# Innamoramento
Innamoramento (Polydor) är Mylène Farmers femte studioalbum, släppt 7 april 1999.

## Låtlista
1. L'amour naissant
2. L'Âme-Stram-Gram
3. Pas le temps de vivre
4. Dessine-moi un mouton
5. Je te rends ton amour
6. Méfie-toi
7. Innamoramento
8. Optimistique-moi
9. Serais-tu là ?
10. Consentement
11. Et si vieillir m'était conté
12. Souviens-toi du jour...
13. Mylenium